# Lískovice (Želiv)
Lískovice (německy Liskowitz) je malá vesnice, část obce Želiv v okrese Pelhřimov. Nachází se asi 3 km na severovýchod od Želiva. V roce 2009 zde bylo evidováno 15 adres. V roce 2001 zde trvale žilo 21 obyvatel. Žije zde 16 obyvatel.
Lískovice je také název katastrálního území o rozloze 1,41 km².